# Seiganto-ji

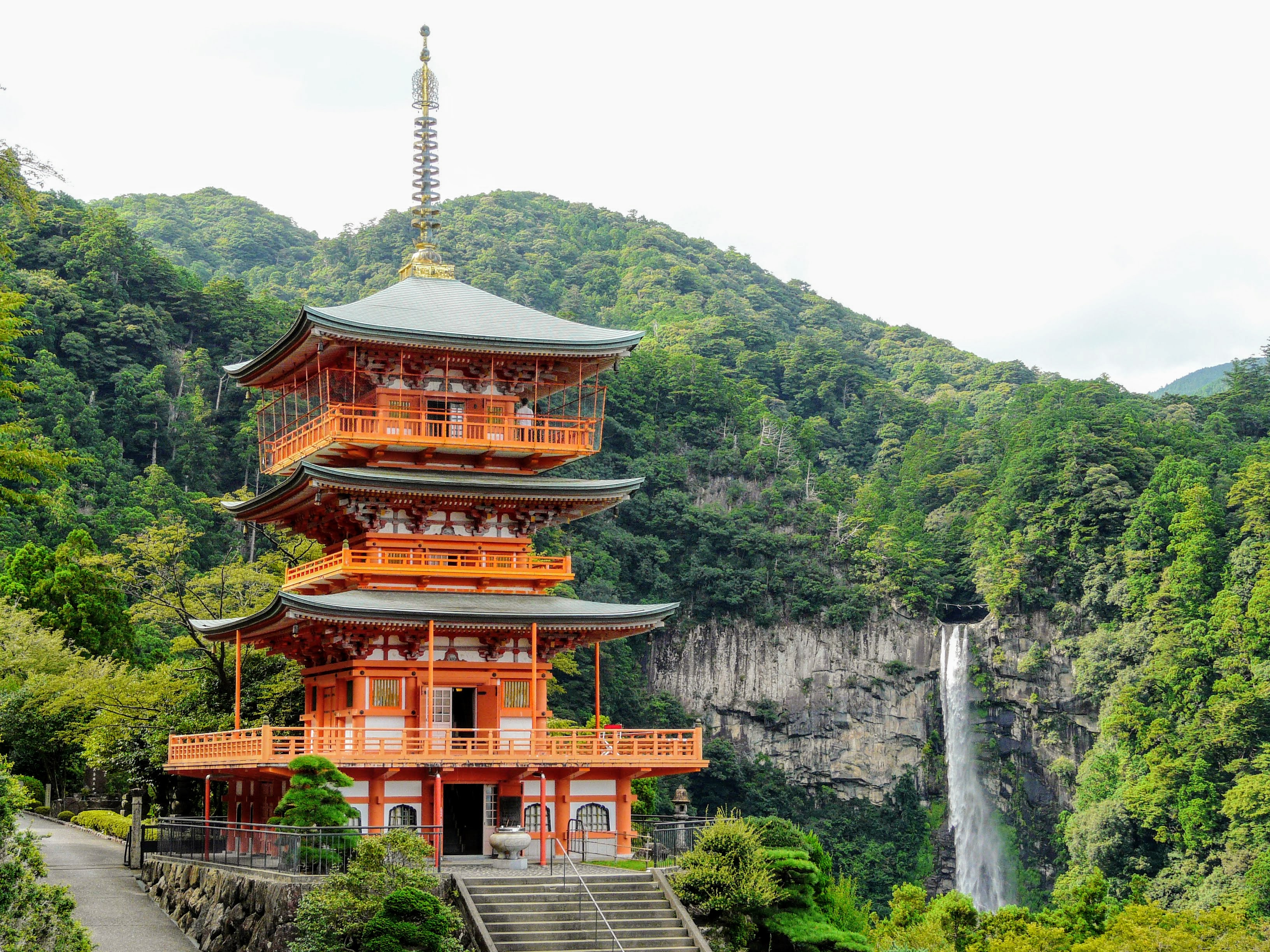
Pagode à trois étages du temple, avec la cascade de Nachi en arrière-plan.

Seiganto-ji (青岸渡寺) est un temple bouddhique Tendai situé à Nachikatsuura (préfecture de Wakayama), au Japon.

## Présentation
En 2004, le Seiganto-ji est inscrit avec d'autres sites sur la liste du patrimoine mondial de l'UNESCO, sous l'intitulé « sites sacrés et chemins de pèlerinage dans les monts Kii ». Selon la légende, il a été fondé au IVe siècle par le moine Ragyō Shōnin venu d'Inde. Le temple a été construit à dessein près des chutes de Nachi, où il était peut-être déjà un lieu de culte de la Nature. 
Seiganto-ji fait partie du complexe de sanctuaires Kumano Sanzan et peut être considéré en tant que tel comme un des quelques jingū-ji (temples sanctuaires, voir l'article shinbutsu shūgō) encore existant après la séparation contrainte du Shintoïsme et du Bouddhisme opérée par les autorités japonaises à l'époque de la restauration Meiji.
Le temple est la première des trente-trois étapes du pèlerinage de Kansai Kannon établi en 1161 et un bien culturel important du Japon.

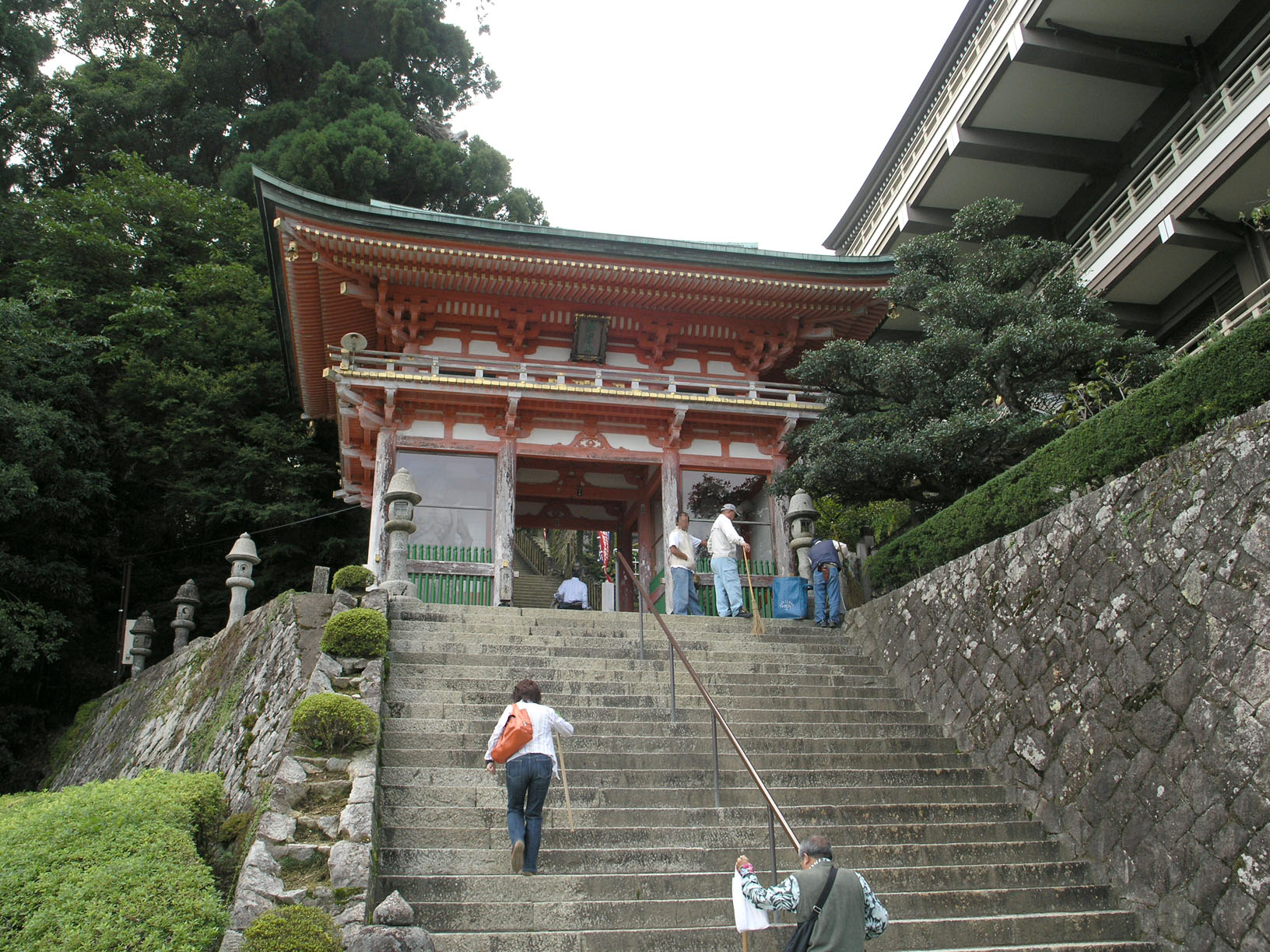
Porte principale.
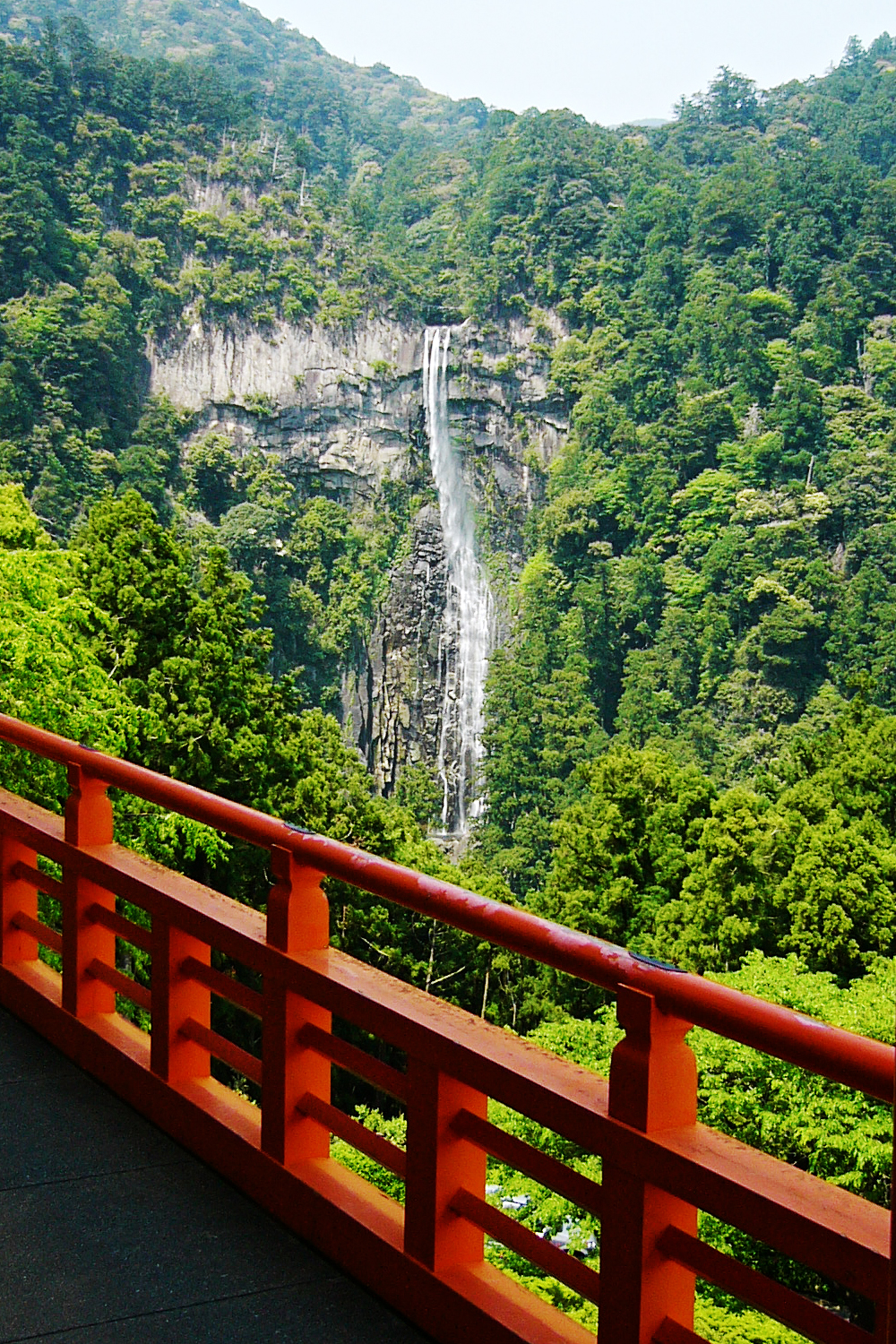
Vue de la terrasse.
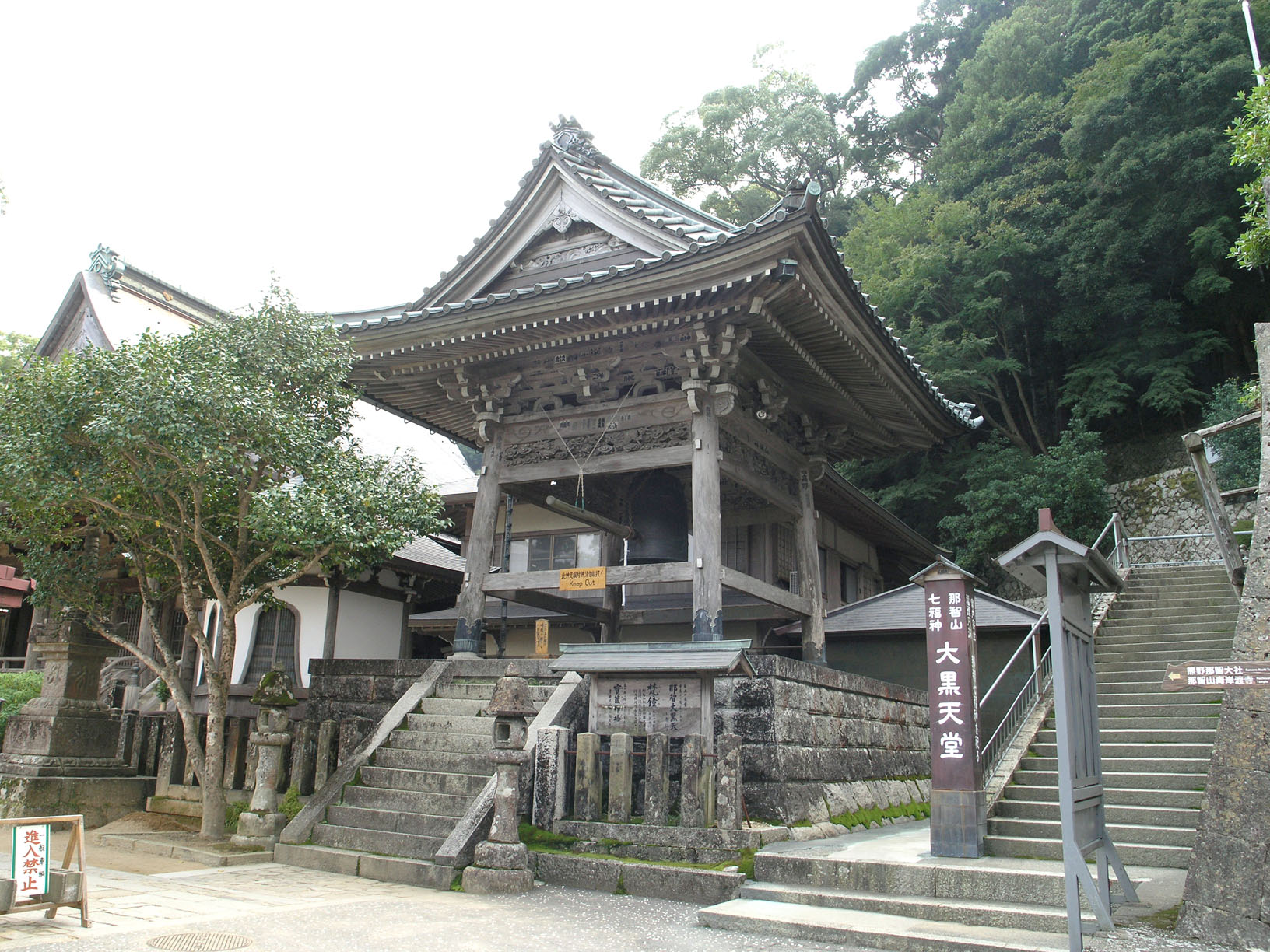
Shōrō.
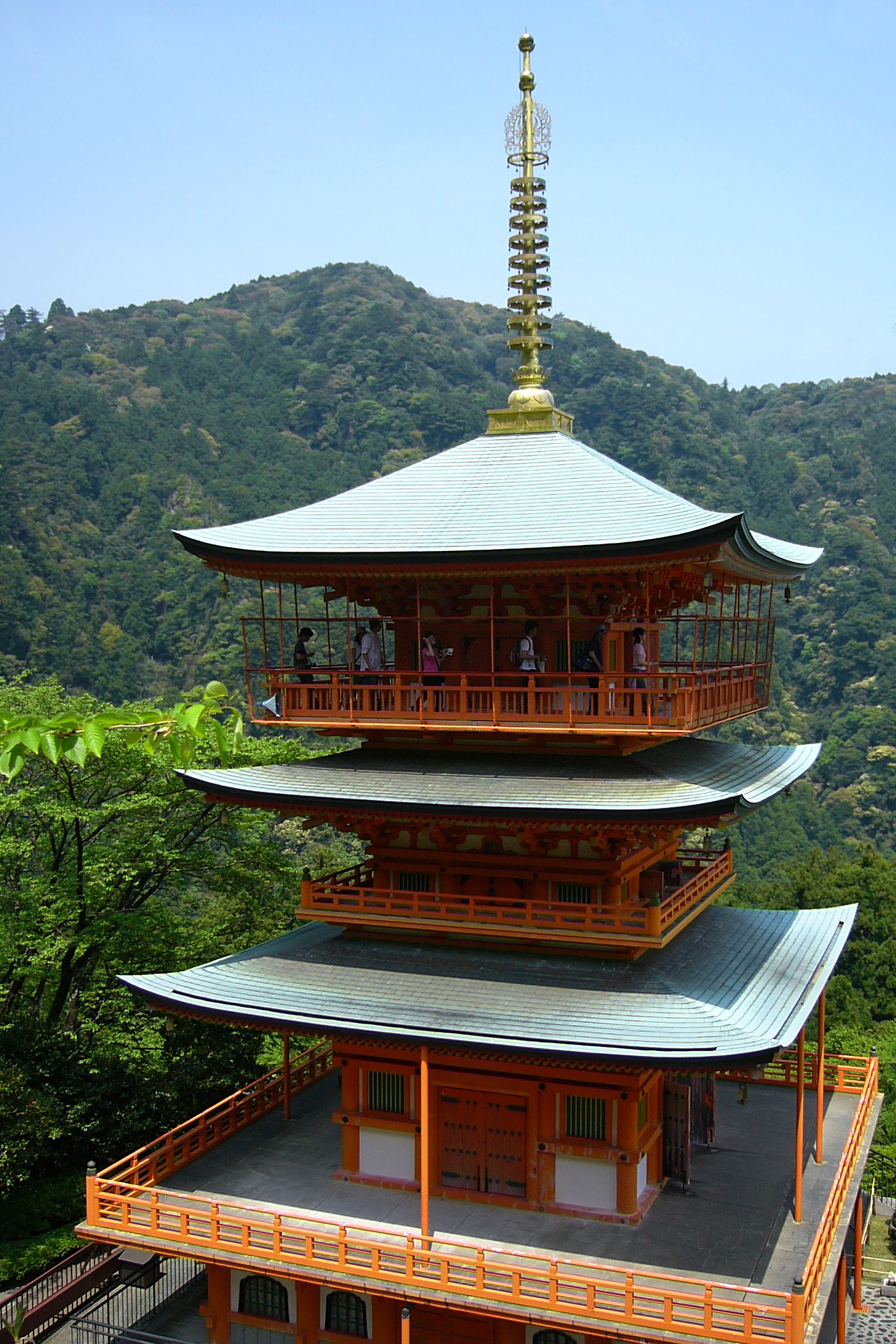
Pagode.